# See Siang Wong
See Siang Wong (Arnhem, 7 mei 1979) is een Nederlands concertpianist en muziekpedagoog. Hij woont en werkt in Zwitserland.

## Biografie
Wong studeerde in Nederland aan het Arnhems Conservatorium bij Marjès Benoist en in Zwitserland bij Homero Francesch en Bruno Canino. Hij maakte zijn debuut op de Nederlandse televisie toen hij 12 jaar was met het Pianoconcert nr. 23 KV 488 van Wolfgang Amadeus Mozart met het Radio Filharmonisch Orkest. In 1996 was hij een van de winnaars van het Prinses Christina Concours.
Wong heeft in meer dan dertig landen concerten gegeven. Hij heeft samengewerkt met dirigenten als Pierre Boulez (met wie hij het Konzert van Anton Webern, O King van Luciano Berio en Dérive I van Boulez uitvoerde op het Festival van Luzern), Ralf Weikert en Howard Griffiths. Hij heeft geconcerteerd in concertzalen als het Koninklijk Concertgebouw te Amsterdam, St. Martin-in-the-Fields te Londen, de Tonhalle te Zürich, de Salle Olivier Messiaen te Parijs en vele andere. Wong was te gast op internationale festivals als solist, kamermusicus en liedbegeleider. 
Op 23 juni 2013 ontving hij het Gouden Label in Mechelen voor zijn cd uit 2012 met pianowerk van Franz Schubert (waaronder de vier impromptu’s en de pianosonate in A).
Wong geeft sinds 2002 les op de Zürcher Hochschule der Künste in Zürich. Hij geeft masterclasses in Zwitserland en daarbuiten en is tevens gastdocent op universiteiten en conservatoria. Van 2006 tot 2008 was hij vaste gastdocent op de Musikhochschule Luzern.

## Repertoire
Naast het repertoire uit de 18e en 19e eeuw is Wong georiënteerd op het pianowerk uit zowel de vroege als de late 20ste eeuw en de 21ste eeuw. Zo heeft hij werk van Claude Debussy, Arnold Schönberg, Groupe des Six, Luciano Berio, Olivier Messiaen, György Ligeti, György Kurtág, Wolfgang Rihm, Peter Eötvös, Emmanuel Nunes, Marco Stroppa, James Dillon, Jonathan Harvey en Rudolf Kelterborn op cd gezet.
In 2012 zette hij het project Swiss Piano op, waarin pianowerk van hedendaagse Zwitserse componisten uitgevoerd wordt. Het project resulteerde onder andere in een cd met nieuw (aan Wong opgedragen) werk van Daniel Füter, Hans Ulrich Lehmann, Laurent Mettraux, Isabel Mundry, Jürg Wyttenbach, Gérard Zinsstag en Alfred Zimmerlin. 
Zijn cd’s met pianoconcerten van Schumann en Beethoven, walsen en nocturnes van Chopin, sonates van Mozart en pianowerken van Schumann werden onderscheiden met een Classic Highlight Award van de Zwitserse radio, de SRF.

## Discografie
- 2005 - Chopin: Waltzes & Nocturnes - Decca Records
- 2006 - Claude Debussy: Early Piano Works - Decca Records
- 2007 - Piano Works by Emmanuel Nunes & Rudolf Kelterborn - Guild
- 2007 - Exotique, muziek van Olivier Messiaen, met het Zürcher Kammerorchester - ZHDK Records
- 2008 - Mozart: Piano Sonatas - Decca Records
- 2008 - Mozart/Beethoven: Piano Concertos - Novalis
- 2009 - Robert Schumann: Papillons Carnaval Kinderscenen - Decca Records
- 2009 - Schumann/Beethoven: Piano Concertos - Novalis
- 2010 - Beethoven: Piano Sonatas - Decca Records
- 2010 - 1782: Haydn/Mozart - Decca Records
- 2010 - Swiss Piano - ZHDK Records
- 2011 - Piano Duets met Hans Adolfsen - Guild
- 2012 - Franz Schubert: Piano Works - RCA
- 2013 - Piano Lounge: Music known from the Movies - Sony Classical
- 2014 - The Bach Sons - Piano Concertos & Piano pieces - Harmonia Mundi